# Jontona
Jontona is een bestuurslaag in het regentschap Lembata van de provincie Oost-Nusa Tenggara, Indonesië. Jontona telt 1120 inwoners (volkstelling 2010).